# The NIGHT
The NIGHT（ザ・ナイト）は、ABEMAのABEMA SPECIAL（旧AbemaSPECIALチャンネル）で、2016年4月12日から毎週火曜 - 日曜0:00 - 2:00（月曜深夜 - 土曜深夜）に配信されていたインターネット番組。

## 概要
シャトーアメーバ第1スタジオより生配信されていた、ラジオ風番組である。ラジオ放送の番組のようなフリートーク、視聴者からの投稿に答えるといった事に加え、様々なコーナーも設けられていた。ラジオネームを紹介する際、「ナイトネーム」と前置きをして紹介した。
出演者は曜日ごとに異なっており、各々の正式タイトルも「（出演者）の（配信日の前日の曜日）The NIGHT」となっていた。スタジオセットは同一であるがタイトルロゴの色、セットのネオンサインの色が変えられていた（2022年4月までは火曜〈月曜深夜〉＝水色、水曜〈火曜深夜〉＝赤、木曜〈水曜深夜〉＝緑、金曜〈木曜深夜〉＝虹色→紫、土曜〈金曜深夜〉＝桃色、日曜〈土曜深夜〉＝青。2022年5月からは火曜〈月曜深夜〉＝黄色、水曜〈火曜深夜〉＝赤、木曜〈水曜深夜〉＝水色、金曜〈木曜深夜〉＝緑、土曜〈金曜深夜〉＝未定、日曜〈土曜深夜〉＝青）。

## 歴史
2016年4月12日、AbemaTV開局翌日からスタート。当初は火曜日（月曜深夜）から土曜日（金曜深夜）までの帯番組で、土曜日は固定されない週替わりパーソナリティだった。
2016年7月16日より『ウーマンラッシュアワー村本大輔の土曜The NIGHT』が開始され火曜日（月曜深夜）から日曜日（土曜深夜）までの番組編成となる。10月より『柴田阿弥の金曜The NIGHT』が開始され土曜日（金曜深夜）担当パーソナリティが固定化。
2017年7月から12月まで金曜日（木曜深夜）はパーソナリティーが原則月替わりとなっていた。
2019年8月6日週より0:00 - 2:00に火曜日 - 日曜日の時間帯を移動した。
2020年4月30日配信分をもって『ライムスター宇多丸の水曜The NIGHT』が#179で4年間の配信に幕。
第41回ABCお笑いグランプリ「ABEMA賞」受賞特典として、2021年1月17日23時30分から翌1時30分まで、特別番組『フタリシズカの日曜The NIGHT』をABEMA SPECIAL2チャンネルで配信。
2021年1月26日から27日にかけて『恵比寿マスカッツ 真夜中の運動会』と『矢口真里の火曜The NIGHT』の4時間連続合体番組『マスカッツThe NIGHT!~生放送4時間SP~』を配信。AbemaSPECIALチャンネルは『マッドマックスTV』の地上波連動配信があったため、ABEMA SPECIAL 2チャンネルでの配信となった。
2022年5月より「観るラジオ」をテーマに番組ロゴ、セットをリニューアルすることを発表。新たなパーソナリティーとして梅田サイファー、井上咲楽、景井ひなを迎えた。
12月5日、配信のスピードワゴンの月曜The NIGHT、12月13日配信の矢口真里の火曜The NIGHTにおいて、年内をもっての番組終了を発表。2023年1月1日配信のカンニング竹山の土曜The NIGHTでThe NIGHT枠全体が終了となった。カンニング竹山によるとプロデューサーなどからは好評だったが、全体の編成上、生配信バラエティーの役割が終わったとみなされたと述べている。翌週の同時間帯は火曜日 - 日曜日で『チャンスの時間』再配信枠となった。

## 終了時の各曜日の番組と出演者
- 火曜日（月曜深夜）：スピードワゴンの月曜The NIGHT
  - パーソナリティ：スピードワゴン（井戸田潤、小沢一敬）
- 水曜日（火曜深夜）：矢口真里の火曜The NIGHT
  - パーソナリティ：矢口真里
  - アシスタント：岡野陽一
- 木曜日（水曜深夜）：梅田サイファーの水曜TheNIGHT
  - パーソナリティ：梅田サイファー
- 金曜日（木曜深夜）：井上咲楽と景井ひな 木曜The NIGHT
  - パーソナリティ：井上咲楽、景井ひな
- 土曜日（金曜深夜）：再配信枠（The NIGHT厳選回）
- 日曜日（土曜深夜）：カンニング竹山の土曜The NIGHT
  - パーソナリティ：カンニング竹山
  - アシスタント：古関れん（2018年1月14日 - 2022年4月、以降は不定期出演）

## エピソード

### 月曜The NIGHT
- 火曜日（月曜深夜）の出演者であるスピードワゴンがBLUE ENCOUNTと共作で『恋のハンバーグ』を制作[8]。「月曜The NIGHT限定」でBGMとして用いられている。また、エンディングテーマは第1回でテーマ曲を募集したMAIND・KAZUHO制作の曲「月曜The NIGHTのテーマ」が7年間使用された[9]。KAZUHOは最終回にリモート出演。最終回に捧げる楽曲「Xmasがくるたびに」を披露した[10]。
- 2018年より“女性アシスタント準レギュラー権”を約3か月おきに番組内で決めていた。期間内なら企画を問わずいつでも番組に来ていいという権利であった。コロナ禍においてのスタジオ人数制限などもあり2020年以降休止。
  - 朝日奈央（2018年7月 ‐ 3か月）[11]、荻野由佳（2018年10月 ‐ 3か月）[12]、小柳歩（2019年2月 ‐ 3か月）[13]、相沢みなみ（2019年6月 ‐ 3か月）[14]。
- 2022年12月27日に最終回となり、7年間（全298回）の歴史、エモネタ王決定戦（2020年3月、第187回）リモートノーセンスボケ中継（2020年4月、第190回）リモート天下一武道会（2020年4月、第192回）おっぱいvsハンバーグ全面戦争（2018年4月、第101回）おっぱいvsカレー全面戦争（2019年3月、第149回）TENGAイチ武道会（2020年7月、第200回）芸人人怖選手権（2020年1月、第182回）怖い映像SP（2021年7月、第240回）オカルト2020SP（2020年3月、第186回）オカルト予言大発表SP（2021年1月、第220回）捕食＆交尾SP（2021年9月、第247回）インポ大作戦（2019年1月、第142回）1周回って知らないマーシーSP（2018年10月、第131回）を振り返った。後述の火曜The NIGHTは矢口産休中の一時番組名を変えていた時期があるため、The NIGHT枠で最も長く同一タイトルで配信された番組となった。最終回では前述のいつでも来ていい権を復活。番組（The NIGHT枠全体）にゆかりがあるなら誰でも来ていいと呼びかけ、過去最多ゲストであるでか美ちゃん（最終回を入れずに15回、第2位は赤嶺総理の13回）がスタジオ出演した[10]。

### 火曜The NIGHT
- 水曜日（火曜深夜）に配信している矢口真里の火曜The NIGHTでは第1回配信より「矢口認定アイドルを探せ」と題し、毎週アイドルグループ（個人の場合もあり）を招いてのトークがメインとなっている。2022年4月までは原則1組がメインゲストであったが、2022年5月以降のリニューアル以降は毎週テーマを決め、「アイドルなら誰でもログインできる番組」をスローガンとした。
- 2017年7月12日配信分では番組出演アイドルから出演者を厳選したライブ、「やぐフェス」を12月3日に開催することが発表された[15][16]。以後も継続して年末に開催され、2018年に披露された矢口の『白いHeLLO gOOdbye』は以降番組エンディングテーマとなっていた。
- 2018年8月1日の火曜The NIGHTは由比ヶ浜・avex beach paradiseから録画配信。夜ではないため『矢口真里の火曜The BEACH』として配信された[17]。
- 2018年8月から10月まで小学館「週刊少年サンデー」、鉄人化計画「カラオケの鉄人」と「火曜The NIGHT」とのコラボにより『今一番アツいアイドルは誰だ？ 極アツ★アイドル2018』を開催。企画・開催はパックアーツ[18]。
- 他の曜日と同じく原則生配信であったが、矢口真里の妊娠に伴い[19]、2019年5月以降の『矢口真里の火曜The NIGHT』はほぼ編集なしの撮ってだし収録に変更された。また、産休に伴い2019年8月7日から10月9日まで[20]事務所後輩の鈴木愛理が代理MCとして出演（7月31日からゲスト出演[21]）[22]。番組タイトルも『鈴木愛理の火曜The NIGHT』に変更された[23]が、回数は『矢口～』を引き継ぎ初回が161回となっていた。
- 2019年9月24日、10月1日、23:00 ‐ 24:00にスピンオフ番組『岡野陽一の火曜じゃNIGHT ～日本一のぱちんこ・パチスロ芸人が初冠特番！』を配信[24]。
- 2020年7月4日、エイベックス主催「エイベのアイドル夏祭り」に選抜メンバー「ヤサマオシ」（斉藤真木子（SKE48）、MAINA（大阪☆春夏秋冬）、沖口優奈（マジカル・パンチライン）、白幡いちほ（劇場版ゴキゲン帝国Ω））が出演[25]。岡野もMCとして参加した[25]。
- 2020年10月以降、第4週は『マッドマックスTV』の地上波連動配信が優先されるため原則休止となった。マッドマックスTVの収録形態変更により2021年4月より解消。
- 2021年9月22日より矢口が2度目の産休に入り、産休中は井上玲音（Juice=Juice）、里吉うたの（BEYOOOOONDS）、竹内朱莉（アンジュルム）、田中れいな、中島早貴、岸本ゆめの（つばきファクトリー）、鈴木愛理 、横山玲奈（モーニング娘。'21）によるリレー形式となる。前週の9月15日には中島早貴、岸本ゆめのがゲストアイドルとして出演。鈴木愛理がVTR出演した。また前回と異なり今回は番組タイトルは変わらず『矢口真里の火曜The NIGHT』で統一される。12月22日よりゲストの形で矢口が復帰。
- 2020年4月15日 - 2022年4月27日、沖口優奈（マジカル・パンチライン）が「教えて!人情占い師（教えて!大占生）」のコーナーでレギュラー出演していた。
- 2022年5月からはマンスリーMC制度を設定。5月度は王林。6月度は須田亜香里。7月度は沖口優奈。8月度は中田花奈。9月度は星名美怜。10月度は宮本佳林。11月度はでか美ちゃん。12月度はラストマンスリーのため中止となった（ただしでか美ちゃんは12月3回すべてにゲスト出演した）。2022年12月27日に最終回となり、NaNoMoRaLが前週オファーされた『火曜The NIGHTの歌』を製作、披露。最後は出演者全員で大合唱した。
- 放送回数は全304回で、The NIGHT枠最多放送回数となった他、月曜The NIGHTと同様に7年間、パーソナリティや番組の変更はなかった。しかし、矢口真里の産休中に番組名が変わった特例があるため、同一番組名での最多放送回数は、月曜The NIGHTとなる。

### 水曜The NIGHT
- ライムスター宇多丸の水曜The NIGHTの公式略称は「宇多丸水産」。生配信休止の回（総集編、過去回配信）は投稿者の名前を付けた『アメージングカイコマンの水曜The NIGHT』名義となっていた[26]。
- 主なコーナーは投稿コーナーの『今夜決定!シン・君の名は』、AbemaTVの他番組を監視・評論する『ガーディアンズ・オブ・AbemaTV!』など。
- 2019年4月21日に原宿・PRIVILEGE TOKYOにて初の番組イベント『#KBSキャップ 販売・お渡し会』を開催[27]。なお番組スローガンである「KBS」とは金・暴力・SEXの略であった。
- レナの復帰とともにロケコーナー「レナのせんべろはしご酒」がスタート。ほぼ毎回、高見奈央がアシスタントとして出演。
- 宇多丸から禅譲という形で後継MCにサイプレス上野が指名され、2020年4月30日配信分をもって4年間にわたるMC宇多丸の番組は終了。2020年5月14日より、サイプレス上野MCによる新番組が始まる。最終回では新型コロナウイルス対策としてスタジオには宇多丸、上野のみだったが、準レギュラー陣も自宅から中継を結んだ。
- 2020年5月13日より「Music 水曜TheNIGHT」にリニューアルし、音楽トーク番組の色を強くするが、サイプレス上野は「KBSのB担当」と根柢のテーマは引き続き「KBS」であるとしている。最終回前週となる2022年4月21日分には前MCの宇多丸が出演した。4月28日最終回には準レギュラー全員、元レギュラーのSKY-HIが出演。
- 2022年5月5日よりR-指定を含む「梅田サイファーの水曜The NIGHT」にリニューアル。初回はR-指定が前レギュラー陣の名前をラップに織り込んで披露した。「宇多丸水産」から続くラップ魂を受け継ぐ番組としている。初回はR-指定のほかKBD a.k.a. 古武道、peko、tella、KennyDoes、テークエム、OSCA、Cosaquの8人で出演し、オープニングでサイファーを披露した。
- 2022年12月29日の最終回ではテークエムをメインMCに、R-指定、KBD a.k.a. 古武道、peko、tella、KennyDoes、OSCA、Cosaqu、ILL SWAG GAGA、KOPERU、SPI-Kの11人で出演。オープニングジングルで木曜用の映像が流れるハプニングがあり、笑いと怒号が起こった。

### 木曜The NIGHT
- DDTの木曜The NIGHT第1回でMCの男色ディーノが藤田晋に愛の告白。12月21日に『DDTvsサイバーエージェント路上プロレス-男色死亡遊戯-』として番組化が決定した[28]。
- 月に一度、東京女子プロレスの選手と女性タレントのみのゲスト回「ガールズウォー」を配信[29]。
- 2020年10月より好評だった企画を軸にリニューアル。原則第1週が若手男性レスラーと男性タレントが企画を行う「BOYZ」。第2週は東京女子プロレス選手と女性アイドルの対決「なんでも女王決定戦」、第3週がワンテーマを取り上げる「レスラーズFreak NIGHT」となった。
- 2022年4月1日配信分で4月いっぱいでの番組終了を発表。2022年4月22日分では過去回を振り返る特別編となり、木下瑠音、大家健らが再出演した[30]。4月29日最終回は初期に行っていたスタジオ生プロレスを2時間に拡大。石田有輝、高鹿佑也、ポコたん、平田一喜、山下実優、原宿ぽむ、渡瀬瑞基、男色ディーノの全8名参加の木曜TheNIGHT王トーナメントを行った（優勝は山下）[31]。
- 5月6日より「井上咲楽と景井ひな 木曜The NIGHT」にリニューアル。「デジタルネイティヴ世代の深夜の女子トーク」をスローガンとした。2022年12月30日に「最後の女子会」として最終回を迎えた。

### 金曜The NIGHT
- 2016年から2018年まで続いた『柴田阿弥の金曜The NIGHT』はセント・フォースのフリーアナウンサーが自分語りをするトークバラエティ番組であった[32]。
- AbemaTV・シモネタGP優勝を記念して2019年1月よりどぶろっくMCの新番組がスタート。毎週女性グラビアアイドルをアシスタントに迎え、中学生レベルのシモネタ番組を目指す。どぶろっく2人は優勝特典がレギュラー番組だとは全く聞いてなかった。『どぶろっくの金曜The NIGHT』終了後はMCを設定せず、過去のThe NIGHT再配信枠（The NIGHT厳選回）となっていた。
- 2020年7月11日よりABEMA GOLDチャンネルで『ケンコバのラグビー金曜TheNIGHT』が開始。大正製薬がスポンサーとなり、ラグビー情報に特化した番組となる（全4回）。レギュラー4人以外に週代わりでレポーターがおり、7月11日は平子祐希。7月18日は佳久創、7月25日は南端まいなが出演。8月7日は平子と佳久が出演。
- 2021年9月18日よりカップヌードル発売50周年を記念し、『カップヌードルの金曜TheNIGHT』を配信。0:00から1:27までの87分番組。

### 土曜The NIGHT
- 『ウーマンラッシュアワー村本大輔の土曜The NIGHT』時代より他の曜日と比べ社会派のテーマ回が多い。
- 番組開始2周年を記念し、2018年4月28日の土曜The NIGHTの枠で全曜日のMCが集まる『X（クロス）The NIGHT』を配信。出演はスピードワゴン、矢口真里、ライムスター宇多丸、DDT（高木三四郎、男色ディーノ）、柴田阿弥、カンニング竹山、岡野陽一。
- 2019年2月17日、3月16日の『カンニング竹山の土曜The NIGHT』は竹山の福島県をテーマにした著書発売を受け、福島県いわき市からの生配信となった。
- 2019年7月14日配信分はAbemaコインによるネーミングライツを導入し、番組名のみ『エキストラの帝王ますいたかみちの土曜The NIGHT』として配信[33]。
- 2019年10月12日配信分は令和元年東日本台風（台風19号）が首都圏に接近しており、出演者やスタッフの安全を守る観点から休止となった[34]。
- 2022年5月8日からのリニューアルで毎週チーム土曜The NIGHT1名がプレゼンターとなる形式に変更。チーム土曜The NIGHTは古関れん（NGルポ担当）、佐々木チワワ（夜の街担当）、菊池亨（実話ナックルズ系担当）、國友公司（潜入取材担当）、青山和弘（政治担当）、宍戸里帆（AV担当）、シャララジマ（ボーダレスな目線担当）。それ以外のメンバーもプレゼンターとして出演。
- 2023年1月1日配信の最終回[6]ではリニューアル以前に行っていた竹山の旧型ガラケー生電話企画を復活させた[7]。最終回にはこれまでのレギュラー、準レギュラーである古関、宍戸、ザブングル加藤、髭男爵ひぐち君が出演。当番組の企画から派生したNHK『今君電話』ではないとフォローされた。延長枠も確保され、CMを除き2時間30分37秒配信された[7]。

## 過去の番組と出演者
- 清春の木曜The NIGHT
  - 清春　アシスタント：ノブ (千鳥)（金曜日（木曜深夜）、2016年4月15日 ‐ 2017年3月3日）
- SPECIALな金曜The NIGHT
  - MC週替わり。けみお（アシスタント：小峠英二、2016年4月16日）、MAX（2016年4月23日）、恵比寿☆マスカッツ（2016年4月30日）、SuG（2016年5月7日 ‐ 5月28日）、山本裕典（アシスタント：トータルテンボス、2016年6月4日 – 6月25日）、DJ KOO（2016年7月2日・7月9日）、恵比寿☆マスカッツ（アシスタント：どぶろっく、2016年7月16日 ‐ 7月30日）、メイプル超合金（2016年8月13日）、篠崎愛（2016年8月20日）、クリープハイプ（2016年8月27日）、Silent Siren（2016年9月3日）、HOKT&YOUNG DAIS（2016年9月10日）、Kダブシャイン（2016年9月24日、10月1日）
- BURNOUT SYNDROMESの木曜The NIGHT
  - BURNOUT SYNDROMES（2016年10月14日）
- 山猿の木曜The NIGHT
  - 山猿（2016年10月21日）
- こんどうようぢの木曜The NIGHT
  - こんどうようぢ（2016年10月28日）
- バンドじゃないもん！の木曜The NIGHT
  - バンドじゃないもん！（2016年11月4日）
- cinema staffの木曜The NIGHT
  - cinema staff（2016年11月18日）
- ベイビーレイズJAPANの木曜The NIGHT
  - ベイビーレイズJAPAN（2016年11月25日）
- 僕等の図書室の木曜The NIGHT
  - 僕等の図書室（三上真史、滝口幸広、中村龍介、原田優一、2016年12月9日）
- HOWL BE QUIETの木曜The NIGHT
  - HOWL BE QUIET（2016年12月22日）
- SKE48のThe NIGHT
  - SKE48（大場美奈、須田亜香里、松村香織）（木曜深夜、2017年1月20日）
- トニー・ジャンの木曜The NIGHT～with4人のアイドルたち～
  - トニー・ジャン（2017年2月10日）
  - 進行：あべこうじ　アシスタント：瀬口かな、下仮屋カナエ、Booing!!!(倉田瑠夏、橘ゆりか)
- 春奈るな＆AKIRAの木曜TheNIGHT
  - 春奈るな＆AKIRA（2017年2月17日、2月24日）
- 小出恵介の木曜TheNIGHT
  - 小出恵介（2017年3月10日）
- アカシック理姫の木曜TheNIGHT
  - アカシック理姫（2017年3月27日）
- BLUE ENCOUNTの木曜The NIGHT
  - BLUE ENCOUNT（金曜日（木曜深夜）、2017年4月7日 ‐ 6月30日）
- 銀シャリの木曜The NIGHT
  - 銀シャリ（金曜日（木曜深夜）、2017年7月7日 ‐ 7月28日）[35]
- 尼神インターの木曜The NIGHT
  - 尼神インター（金曜日（木曜深夜）、2017年8月4日 ‐ 9月1日）[36]
- カミナリの木曜The NIGHT
  - カミナリ（金曜日（木曜深夜）、2017年9月15日 ‐ 9月29日）[37]
- キュウソネコカミの木曜The NIGHT
  - キュウソネコカミ（金曜日（木曜深夜）、2017年10月6日 - 10月27日）[38]
- （株）サク・コウイチ・サンブの木曜The NIGHT
  - （株）サク・コウイチ・サンブ[39]（金曜日（木曜深夜）、2017年11月10日 - 12月1日）[40]
- ウーマンラッシュアワー村本大輔の土曜The NIGHT
  - 村本大輔（ウーマンラッシュアワー）（日曜日（土曜深夜）、2016年7月16日 ‐ 2017年12月24日）
- 柴田阿弥の金曜The NIGHT
  - 柴田阿弥　アシスタント：小菅晴香、中川絵美里、山本萩子（2016年10月9日 - 2018年12月29日[注 3]）、寺田ちひろ（2018年4月6日 - 2018年12月29日）、牧野結美（2016年10月9日 - 2017年9月30日）、小野彩香（2017年10月 ‐ 2018年3月31日）アシスタントはローテーション出演
- どぶろっくの金曜The NIGHT
  - どぶろっく（2019年1月12日 - 3月30日）　アシスタントは週替わり。

- 鈴木愛理の火曜The NIGHT　
  - 鈴木愛理 （2019年7月30日・10月8日は、矢口と鈴木の2人体制で配信した。）（2019年8月6日 - 10月1日）矢口真里の番組を産休中週替わりは鈴木愛理が代打に入った。詳細はエピソード項目参照。

- ライムスター宇多丸の水曜The NIGHT
  - 宇多丸 (RHYMESTER)　アシスタント：サイプレス上野、Kダブシャイン（2018年10月 - ）、DJ松永（2018年10月 - ）、レナ（2019年5月 - ）※Kダブとレナは週替わり 過去のアシスタント：バニラビーンズ（2016年4月13日 ‐ 2018年9月28日） ※メンバーいずれか1名出演（火曜日（水曜深夜）、(2016年4月13日 - 2020年4月29日）
- ケンコバのラグビー金曜TheNIGHT
  - ケンドーコバヤシ（2020年7月11日 - 8月7日）[41]　アシスタント：ねお　解説：廣瀬俊朗　進行アシスタント：井澤愛巴[42]（ABEMA GOLDチャンネル配信）
- フタリシズカの日曜TheNIGHT
  - フタリシズカ（2021年1月17日　※23時30分開始）アシスタント：ハナコ
- マスカッツThe NIGHT!~生放送4時間SP
  - MC：矢口真里、大久保佳代子、岡野陽一、小木博明（2021年1月26日　※22時開始）[4]
- カップヌードルの金曜TheNIGHT
  - MC：ペナルティヒデ　ゲスト：井上咲楽、末吉9太郎、たけだバーベキュー、ねお（2021年9月18日）
- Music 水曜TheNIGHT
  - パーソナリティ：サイプレス上野、オカモトレイジ（OKAMOTO'S）
  - アシスタント：おかもとえみ（フレンズ）
  - 準レギュラー：SKY-HI[注 4]、ハシヤスメ・アツコ（BiSH）、R-指定（Creepy Nuts）[注 5]、ダイスケはん（マキシマム ザ ホルモン）[注 6]（2020年5月13日 - 2022年4月28日）[43]
- DDTの木曜The NIGHT
  - パーソナリティ：DDTプロレスリング[注 7]（2017年12月8日 - 2022年4月29日）
  - アシスタント：木下瑠音（金曜日（木曜深夜）アシスタント、2017年12月8日 - 2018年3月30日、2022年4月22日[44]）柴田紗帆（2018年4月6日 - 2022年4月29日）

### 終了時の番組の過去のアシスタント
- 大和一孝（スパローズ）（日曜日（土曜深夜）アシスタント、2018年1月14日 - 2020年12月27日、2022年5月1日）

## スタッフ
制作会社は曜日別。
- 東通企画 - スピードワゴンの月曜 The NIGHT、清春の木曜 The NIGHT、柴田阿弥の金曜 The NIGHT[45]
- ディーウォーカー - 矢口真里の火曜The NIGHT[46]
- MMJ - 水曜The NIGHT、日曜The NIGHT、X The NIGHT 2周年記念SP[47]

### 元スタッフ
- 細川大輔 - 立ち上げプロデューサー。火曜日 - 日曜日を担当。降板後はテレビ朝日・人事局厚生労務部に戻っている。水曜The NIGHT第100回で一視聴者として再出演。

## 関連番組
- 日曜The NIGHT〜アキコとオサムの日曜夜中に男サダメ〜：鈴木おさむ、東村アキコ（2017年9月10日 - 2019年9月8日） – 同名タイトル、ロゴを使いながらも別枠番組（特別企画）として配信。スタジオではなく居酒屋から配信される。23時から翌1時までの2時間番組[48][49]。製作協力はMMJ。2019年9月8日配信第14回を最後に配信されていない[50]。